# Don Keefer
Don Keefer  (né le 18 août 1916 à Highspire (Pennsylvanie), et mort le 7 septembre 2014) à Sherman Oaks en Californie, est un acteur américain.

## Biographie
En 1950, il épouse l'actrice Catherine McLeod (1921-1997), dont il reste veuf à sa mort.

## Filmographie partielle

### Cinéma
- 1951 : Mort d'un commis voyageur de László Benedek : Bernard
- 1952 : La Jeune Fille en blanc (The Girl in White) de John Sturges
- 1954 : Les Révoltés de la cellule 11 de Don Siegel : un journaliste
- 1954 : Dans les bas-fonds de Chicago (The Human Jungle) de Joseph M. Newman
- 1955 : La police était au rendez-vous de Joseph Pevney : Mr Sherman
- 1955 : An Annapolis Story de Don Siegel
- 1956 : Brisants humains de Joseph Pevney
- 1957 : Commando dans la mer du Japon (Hellcats of the Navy)
- 1958 : La Dernière Torpille de Joseph Pevney : Ens. Ron Milligan
- 1966 : Les Russes arrivent de Norman Jewison : Irving Christiansen
- 1969 : Butch Cassidy et le Kid de George Roy Hill : le pompier
- 1970 : R.P.M. de Stanley Kramer : Dean George Cooper
- 1971 : Pas d'orchidées pour miss Blandish de Robert Aldrich : Doc Grissom
- 1973 : Woody et les Robots de Woody Allen : Dr Tryon
- 1973 : Nos plus belles années de Sydney Pollack : Acteur
- 1973 : Justice sauvage de Phil Karlson : Dr Lamar Stivers
- 1977 : Schmok (Titre original : Fire Sale ) de Alan Arkin
- 1977 : Enfer mécanique de Elliot Silverstein : Dr Pullbrook
- 1979 : The Last Word de Roy Boulting
- 1982 : Creepshow de George A. Romero : Mike
- 1997 : Menteur, menteur de Tom Shadyac : Le mendiant du Palais de justice

### Télévision
- 1968 : Star Trek (série télévisée) :  épisode Mission : Terre : Contrôleur de mission Cromwell
- 1969 : Le Virginien (TV) saison 7 épisode 16 (Last grave at socorro creek) : The undertaker
- 1971 : Columbo : Faux témoin : médecin légiste
- 1972 : Columbo : Le Grain de sable : Deputy Coroner
- 1985 : Meurtre au crépuscule (Amos), de Michael Tuchner (téléfilm) : Winston Beard